# 송정공원역
송정공원역(Songjeong Park station, 松汀公園驛)은 대한민국 광주광역시 광산구 송정동에 있는 광주 도시철도 1호선의 지하철역이다. 하남지구, 운남지구, 수완지구 등의 택지지구에 거주하는 시민들의 시내버스를 이용한 환승역의 구실을 하고 있다. 역사 내에 지하철 문학관이 있다.

## 역 구조
2면 2선의 상대식 승강장을 갖춘 지하역이다.
승강장에 스크린도어가 설치되어 있으며 대합실을 통과해 반대쪽 승강장으로 이동 할 수 있다.

### 승강장
| 공항 ↑       |
| \| 상        |
| ↓ 광주송정역 |

| 상행 | ● 광주 도시철도 1호선 | 녹동 방면 |
| 하행 | ● 광주 도시철도 1호선 | 평동 방면 |

## 승차량 변동
| 역 노선 | 승차 인원 | 승차 인원 | 승차 인원 | 승차 인원 | 승차 인원 | 승차 인원 | 승차 인원 | 승차 인원 | 승차 인원 | 승차 인원 |
| 역 노선 | 2008년    | 2009년    | 2010년    | 2011년    | 2012년    | 2013년    | 2014년    | 2015년    | 2016년    | 2017년    |
| ------- | --------- | --------- | --------- | --------- | --------- | --------- | --------- | --------- | --------- | --------- |
| 1호선   | 1965      | 3138      | 3344      | 3474      | 3641      | 3670      | 3665      | 3624      | 3525      | 3433      |

## 역 주변
- 광주경영고등학교
- 송정공원
- 송정도서관
- 광산문화예술회관
- 신흥동 행정복지센터
- 송정1동 행정복지센터
- 송정동초등학교
- 송정중학교
- 어룡동 행정복지센터
- 송정동 모아엘가 아파트
- 송정중앙초등학교
- 용아 박용철 생가
- 광주소프트웨어마이스터고등학교
- 송정치안센터
- 명지아파트
- 모아아파트
- 보건소
- 송정우체국
- 어룡신협
- 송정제일교회
- 하나병원
- 나남문고
- 임신경외과

## 인접한 역
| 광주 도시철도 1호선 | 광주 도시철도 1호선   | 광주 도시철도 1호선      |
| ------------------- | --------------------- | ------------------------ |
| 115 공항 녹동 방면  | ● 광주 도시철도 1호선 | 117 광주송정역 평동 방면 |